# Lac Alombié
Le lac Alombié est un lac du Gabon, situé dans la province de l'Ogooué-maritime, à 140 km au sud de la capitale, Libreville.
Il est situé à 4 m au-dessus du niveau de la mer. Il occupe une surface de 8,2 km2. Il s'étend sur 6,3 km dans la direction nord-sud et sur la même distance dans le sens est-ouest.
La végétation environnante est composée de feuillus sempervirents.
Le climat de la région est un climat de savane. La température annuelle moyenne dans la zone est de 19 °C ; le mois le plus chaud est avril, avec une température moyenne de 22 °C, et le plus froid est octobre, avec 18 °C. La pluviométrie moyenne annuelle est de 2 575 mm. Le mois le plus pluvieux est novembre, avec une moyenne de 500 mm et le plus sec est juillet, avec 2 mm de précipitations.